# Гай Аврелий Кота (консул 75 пр.н.е.)
Вижте пояснителната страница за други личности с името Гай Аврелий Кота.
Гай Аврелий Кота (на латински: Gaius Aurelius Cotta; * 124 пр.н.е.; † 74 или 73 пр.н.е.) e политик на късната Римска република.
Син е на Рутилия, от първия ѝ брак с Гай Аврелий Кота. Брат е на Марк Аврелий Кота (консул 74 пр.н.е.) и Луций Аврелий Кота (консул 65 пр.н.е.). Доведен брат е на Аврелия Кота, майката на Юлий Цезар.
През 92 пр.н.е. защитава чичо си Публий Рутилий Руф, който е в изгнание заради изнудване в Азия. Той е близък приятел на народен трибун Марк Ливий Друз Млади, който е убит през 91 пр.н.е. Малко след това е преследван по закона lex Varia, който е против всички, които помагат на италийските съюзници в борбата им против Рим и отива в изгнание. През 82 пр.н.е. се връща в Рим и през 80 пр.н.е. е пропретор и се бие против Квинт Серторий. От 78 пр.н.е. е претор. През 75 пр.н.е. е избран за консул заедно с Луций Октавий. През 74 пр.н.е. е проконсул на Цизалпийска Галия. Кота умира преди да отпразнува своя триумф.
Кота е понтифекс. Негов наследник в колегията става племенникът му Гай Юлий Цезар.
Според Цицерон Публий Сулпиций Руф и Кота са най-добрите оратори между младите мъже на тяхното време.